# Averting-behaviour method
De averting-behaviour method (ABM), letterlijk vermijdingsgedragmethode, is een economische waarderingsmethode die berust op de aanname dat mensen maatregelen nemen om een verslechterde milieukwaliteit te voorkomen of te herstellen, om zich tegen de milieuverontreiniging te beschermen en zo ongewenste gevolgen voor hun gezondheid te vermijden.
De betalingsbereidheid van mensen voor een schoon milieu wordt bij deze methode afgeleid uit de uitgaven die zij doen om de effecten van een vervuild milieu te vermijden of te verminderen. Zo zou de betalingsbereidheid voor een verminderde aantasting van de ozonlaag bijvoorbeeld kunnen worden afgeleid uit de bestedingen aan producten zoals zonnebrandcrèmes.

## Algemene toepassingsmogelijkheden
Deze methode is vooral geschikt voor de waardering van milieukwaliteiten, zoals schone lucht. Een probleem bij het toepassen van deze methode kan zijn dat het niet altijd duidelijk is waarom bepaalde uitgaven gemaakt zijn. Kocht men de zonnecrème met het oog op de aantasting van de ozonlaag of met het oog op het product zelf? Het zou immers goedkoper zijn om niet in de zon te gaan. In plaats van vermijdingsuitgaven van burgers kan ook gerekend worden met overheidsuitgaven die bedoeld zijn om milieuvervuiling te verminderen (bestrijdingskosten). Dan geldt wel het bezwaar dat de overheid wellicht minder bestrijdingskosten maakt dan de betalingsbereidheid van het publiek groot is.

## Geschiktheid voor ecosysteemfuncties
Deze methode kan eigenlijk alleen gebruikt worden voor de waardering van regulatiefuncties. De methode stelt ons niet in staat om productie- of niet-gebruiksfuncties en dergelijke te waarderen. Meestal is alleen de overheidsvariant van de methode bruikbaar voor de waardering van regulatiefuncties, omdat individuele burgers weinig kunnen doen om negatieve gevolgen van bepaalde milieuproblemen tegen te gaan.